# Servicio Especial de Transporte del Estado
«Servicio Especial de Transporte del Estado» (en ucraniano: Державна спеціальна служба транспорту; abreviado: ДССТ, DSST) Es una unidad militar especializada que forma parte del Ministerio de Defensa de Ucrania y fue creada para garantizar el funcionamiento confiable del transporte en ocasiones especiales y tiempos de paz. La estructura de la formación militar se modificó de conformidad con las revisiones realizadas a la Ley de Ucrania "Sobre el Servicio Estatal de Transporte Especial" a finales de 2017; las unidades combinadas e independientes anteriores se reestructuraron en brigadas, regimientos y batallones separados.

Logo del Servicio Especial de Transporte del Estado

## Funciones
Las tareas del Servicio Estatal de Transporte Especial incluyen:
- Garantizar la actividad de las Fuerzas Armadas de Ucrania y otras unidades militares creadas de conformidad con la ley ucraniana, la cobertura tecnológica, la renovación y la instalación de barreras en los lugares del sistema de transporte nacional del país.
- Construir nuevas instalaciones para el sistema de transporte nacional, repararlas y ampliar su vida útil y capacidades tanto en tiempos de paz como en períodos de ley marcial.
- Reconstrucción de las comunicaciones de transporte impactadas por emergencias, accidentes y desastres tanto naturales como provocados por el hombre.
- Protección de los equipos del sistema nacional de transporte de Ucrania en tiempos de paz y en un período de tiempo determinado.
- Cumplimiento de deberes adicionales relacionados con la participación en la defensa estatal y el funcionamiento eficiente del sistema de transporte nacional de Ucrania.

Además, el Servicio Estatal de Transporte Especial se ha encomendado a la descontaminación de materiales explosivos en las instalaciones de infraestructura de transporte. El servicio trabaja en conjunto con la OTAN, la OSCE y el cuartel general del Comando Europeo de Estados Unidos. Además de recibir asistencia de las estaciones del sistema de gestión de información en las acciones de lucha contra las minas del IMSMA, también se utilizaron modernos detectores de minas, vehículos todo terreno, herramientas de protección y comunicación, navegadores GPS y otras herramientas. En total, durante la Guerra del Dombás cinco grupos de desminado en la Zona de Operación Antiterrorista  estuvieron en servicio activo.

## Historia
El Servicio Estatal de Transporte Especial, que incluía tropas ferroviarias, pasó a depender del Ministerio de Transportes y Comunicaciones el 1 de noviembre de 2004. El Servicio Estatal de Seguridad del Transporte de Ucrania, que depende del Servicio de Transporte Especial de Ucrania, se fundó el 10 de septiembre de 2014. según Resolución de Gabinete No.442. El proyecto de ley n.º 7242, de 27 de octubre de 2017, fue aprobado por la Verjovna Rada de Ucrania el 5 de diciembre de 2017. Como resultado, volvió a depender del Ministerio de Defensa. Según la nota explicativa del proyecto de ley, esto brindará al sector de seguridad y defensa de Ucrania la oportunidad de optimizarse, la planificación será más efectiva y el dinero del presupuesto asignado para garantizar la capacidad de defensa del Estado se utilizará de manera responsable. Petro Poroshenko, presidente de Ucrania, decretó la ubicación de las divisiones estructurales del Servicio Estatal de Transporte Especial y el número total de sus órganos de gestión el 29 de noviembre de 2018, mediante el Decreto No.399.

### Invasión rusa de Ucraniade 2022
La invasión rusa de Ucrania en 2022 resultó en una renovada relevancia para el Servicio Estatal de Transporte Especial de la Fuerzas Armadas de Ucrania. Con el apoyo occidental, además de luchar contra regulares y reservistas, la Servicio Estatal de Transporte Especial también ha cumplido los mandatos otorgados a esta rama de las Fuerzas Armadas.

## Estructura
El Servicio de Transporte Especial del Estado está clasificado como una agencia de transporte estatal especial. Su personal está formado por oficiales, suboficiales, sargentos contratados, reclutas y expertos civiles. El número total del Servicio Estatal de Transporte Especial se fija a nivel legislativo, teniendo en cuenta los criterios del párrafo 22 de la primera parte del artículo 85 de la Constitución de Ucrania, que ascenderá a un total de 5.000 personas, incluidos 4.600 militares.
La estructura del Servicio de Transporte Especial del Estado  es la siguiente:
- Unidad de trabajo T0100 de la Administración del Servicio de Transporte Especial del Estado (Kiev)
- 195 unidad militar de la sede del Servicio de Transporte Especial del Estado (Kiev) T0710
- 194.º destacamento puente-pontón (Novomoskovsk (Ucrania)) unidad militar T0320
- Departamento de Entrenamiento Militar de Especialistas del Servicio de Transporte Especial del Estado
- Universidad Nacional de Transporte Ferroviario de Dnipró
- 8 Unidades de trabajo del Centro de formación del Servicio de Transporte Especial del Estado (Chernihiv) T0500
- 1.er destacamento de mecanización combinado (Lviv) unidad militar T0110
  - 11.º destacamento de vías independiente (Chervonohrad) unidad militar T0200
  - 72.ª unidad militar del destacamento de mecanización independiente (Chervonohrad) T0410
  - 18.º destacamento de puente independiente (Chop) unidad militar T0300
  - Unidad militar 220.ª unidad de mecanización separada (Chervonohrad) T0600
- 26.º Destacamento Unido de Mecanización (Dnipropetrovsk) unidad militar T0120
  - 19.ª unidad militar del destacamento de puentes independiente (Dnipropetrovsk) T0310
  - 1936.º destacamento de mecanización independiente (Kryvyi Rih) unidad militar T0400
  - 1935a unidad militar separada de mecanización (Dnipropetrovsk) T0610
- 36.º Destacamento Unido de Mecanización (Járkov) unidad militar T0130
  - 92.º destacamento de vías independiente (Konotop) unidad militar T0210
  - 337.ª unidad militar del destacamento de mecanización independiente (Konotop) T0420
  - 199.ª unidad militar de la base de equipamiento (Járkov) T0700

## Liderazgos
- Teniente general Mykola Ivanovich Malkov (2004—2020)[10]
- General de división Bondar Bohdan Volodymyrovych (desde el 2 de marzo de 2022)[11]